# Братья Ритц
Братья Ритц (англ. Ritz Brothers) — американское комедийное трио, которое активно выступало на сцене, в ночных клубах и снималось в кино с 1925 до конца 1960-х годов.
Родились в Ньюарке, штат Нью-Джерси в семье еврейского галантерейщика австрийского происхождения Макса Иоахима и его жены Паулины. В семье было четверо сыновей — Эл (1901—1965), Джимми (1904−1985), Гарри (1907—1986), Джордж и дочь Гертруда. Артистическую карьеру сделали первых три брата, Джордж выступал как их менеджер. Коллективный псевдоним «Ритц» братья приняли по предложению Эла, который увидел название «Ритц» на грузовике, развозившем бельё из прачечной. Братья Ритц выступали с танцевальными номерами в водевилях и комедийных пьесах, и к началу 1930-х годов пользовались большой популярностью.

## Кинокарьера
В 1934 году трио было нанято в Нью-Йорке для съёмок короткометражного фильма Hotel Anchovy компанией Educational Pictures. Успех этого фильма был таким, что дистрибьютор компании 20th Century Fox заключил с братьями контракт на участие в полнометражных мюзиклах. В этот период они снялись в фильме «On the Avenue», мюзикле Ирвинга Берлина 1937 года, в том же году 20th Century Fox начало снимать собственный сериал с их участием — «Life Begins in College».
Некоторые поклонники сравнивали братьев Ритц с братьями Маркс, но братья Ритц, в отличие от них, не играли контрастных персонажей, как Маркс; зачастую все три брата в кадре вели себя одинаково, и зрителям было трудно их различать. Средний брат Гарри обычно выступал в ампула напыщенного, болтливого персонажа, а Джимми и Ал с энтузиазмом подражали ему. Братья активно вставляли песни и танцы в свои художественные комедии и часто пародировали знаменитостей, таких как Тед Льюис, Петер Лорре, Тони Мартин и даже Элис Фей и Кэтрин Хёпберн.
Талант трио был также отмечен Сэмюэлем Голдвином, который использовал братьев для своей постановки The Goldwyn Follies, сделанной в технике Техниколор, где братья Ритц появились вместе с другими знаменитостями, включая Эдгара Бергена и его куклу Чарли Маккарти. Пожалуй, их самым успешным фильмом в этот период была музыкальная комедия «Три мушкетера» 1939 года с Доном Амичи в роли д’Артаньяна. Позже, в 1939 году, Ритцы устроили широко разрекламированную забастовку (жалуясь на низкое качество сценария фильма «Горилла»). 20th Century Fox в связи с этим свернула съемки сериалов с участием братьев и стала снимать их в фильмах категории В, таких как «Pack Up Your Troubles» с Джейн Уизерс в главной роли. После этого братья Ритц прекратили сотрудничество с 20th Century Fox.
Братья Ритц также были изображены карикатурно, наряду с несколькими другими тогдашними популярными голливудскими знаменитостями, в одном из мультфильмов о Дональде Даке 1939 года «The Autograph Hound».
В 1940 году братья Ритц заключили контракт с Universal Pictures, где должны были сниматься в «Мальчиках из Сиракуз», но были сняты с этого фильма в новые комедии. Их последний совместный фильм, где как они выступают как трио — Never a Dull Moment (1943). Братья Ритц продолжали появляться на сцене и в ночных клубах, а также появлялись в качестве приглашенных на телевизионном телевидении в 1950-х годах. Вскоре они стали главной достопримечательностью Лас-Вегаса. В 1958 году Гарри принял участие в скетче-комедии «Веселье в Голливуде» (также известна как «Веселье в Hi-Fi»).
Эл Ритц умер от внезапного сердечного приступа в отеле Roosevelt в Новом Орлеане в декабре 1965 года.

## Фильмография

### Фильмы с участием братьев Ритц
Эл, Джимми и Гарри Ритц
| Год  | Фильмы                     |
| ---- | -------------------------- |
| 1934 | Hotel Anchovy              |
| 1936 | Sing, Baby, Sing           |
| 1937 | Cinema Circus              |
| 1937 | One in a Million           |
| 1937 | On the Avenue              |
| 1937 | You Can’t Have Everything  |
| 1937 | Life Begins in College     |
| 1937 | Ali Baba Goes to Town      |
| 1938 | The Goldwyn Follies        |
| 1938 | Kentucky Moonshine         |
| 1938 | Straight, Place and Show   |
| 1939 | Три мушкетёра              |
| 1939 | The Gorilla                |
| 1939 | Pack Up Your Troubles      |
| 1940 | Argentine Nights           |
| 1942 | Behind the Eight Ball      |
| 1943 | Hi’ya, Chum                |
| 1943 | Show-Business at War       |
| 1943 | Never a Dull Moment        |
| 1956 | Brooklyn Goes to Las Vegas |

Джимми и Гарри Ритц
| 1975 | Blazing Stewardesses                          |
| 1976 | Вон Тон Тон — собака, которая спасла Голливуд |

С участием одного Гарри Ритца
| Год  | Фильм            |
| ---- | ---------------- |
| 1976 | Немое кино       |
| 1979 | Beanes of Boston |

## Завершение карьеры
После смерти Эла Гарри и Джимми были глубоко шокированы, поскольку три брата всегда были очень близки друг другу. Гарри и Джимми снялись вместе ещё в нескольких фильмах. Последние совместные появления двух братьев Ритц были в фильмах середины 1970-х годов «Blazing Stewardesses» и «Вон Тон Тон — собака, которая спасла Голливуд», пародия на старые фильмы «Рин Тин Тин» и «Лесси». В «Сияющих стюардессах» братья Ритц были использованы в качестве замены другого комедийного трио — «Три балбеса», которые не смогли сниматься из-за ухудшения здоровья Мо Ховарда (вопреки некоторым утверждениям, Мо был ещё жив, когда снимались «Сияющие стюардессы» (март 1975 года), но был слишком болен, чтобы работать; Мо умер в начале мая 1975 года, а «Сияющие стюардессы» вышли на экран в июне 1975 года.) Гарри и Джимми Ритц периодически выступали в игровом шоу 1970-х годов на тему комедии «Can You Top This?», а также были гостями на ток-шоу Дика Кэветта.
Джимми Ритц умер в ноябре 1985 года, но здоровье Гарри было настолько хрупким, что ему не сообщали о смерти его брата. Гарри последние месяцы жизни страдал болезнью Альцгеймера и умер в марте 1986 года.
Братья были погребены на голливудском кладбище Hollywood Forever, рядом друг с другом в зале мавзолея Давида. Их имена запечатлены на голливудской «Аллее славы».